# GSC6545-2278
GSC6545-2278 — хімічно пекулярна зоря спектрального класу Si, що має видиму зоряну величину в смузі V приблизно 10,4.